# Catephia uniformis
Catephia uniformis là một loài bướm đêm trong họ Erebidae.